# Chulachuli
Chulachuli (nep. चुलाचुली) – gaun wikas samiti we wschodniej części Nepalu w strefie Meći w dystrykcie Ilam. Według nepalskiego spisu powszechnego z 2001 roku liczył on 3349 gospodarstw domowych i 18176 mieszkańców (9158 kobiet i 9018 mężczyzn).